# Sofía Ruiz
Sofía Ruiz es una jugadora de ajedrez española.

## Resultados destacados en competición
Fue una vez campeona de España, en el año 1951.
Fue una vez Campeona de Cataluña de ajedrez, en el año 1951, y resultó subcampeona en tres ocasiones, en los años 1936, 1949 y 1952.
Participó en el I Campeonato Femenino de Ajedrez Barcelona en el año 1932, donde quedó en 6.ª posición.